# Mandel (Gemeinde)

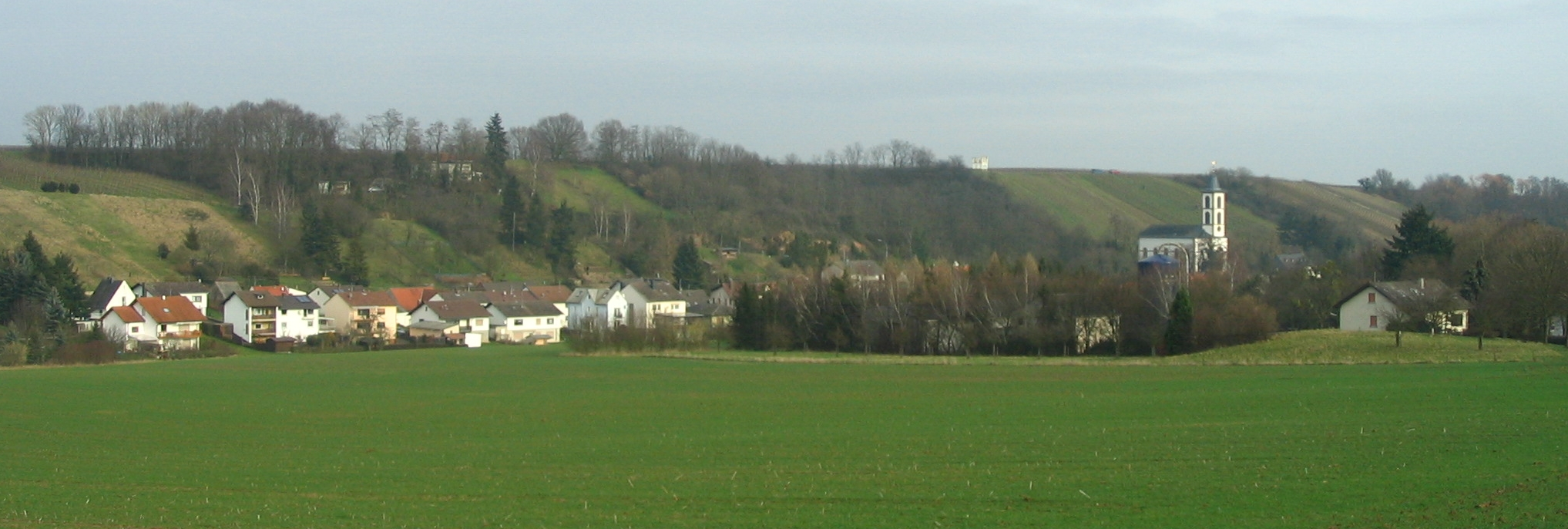
Mandel aus westlicher Sicht, rechts die evangelische Kirche

Mandel ist eine Ortsgemeinde im Landkreis Bad Kreuznach in Rheinland-Pfalz. Sie gehört der Verbandsgemeinde Rüdesheim an.

## Geographie
Mandel liegt im Naheland, südlich des Hunsrücks, etwa fünf Kilometer von Bad Kreuznach entfernt. Angrenzende Gemeinden sind Weinsheim, Sponheim, Sankt Katharinen (bei Bad Kreuznach), Roxheim und Rüdesheim.

## Geschichte
Der Ort wurde im Jahr 962 als Mannendal erstmals urkundlich erwähnt. Mandel war zu der Zeit Reichslehen der Abtei St. Maximin bei Trier. Die Vogtei hatten die Wild- und Rheingrafen inne. Grundbesitz in Mandel gehörte mit zur Grundausstattung des 1101 vom Sponheimer Grafen Stefan II. gestifteten Klosters Sponheim. Im Jahre 1439 lag die Ortsherrschaft über Mandel in den Händen der Familie von Dalberg, den Kämmerern von Worms.
Sie übertrugen das Dorf als Lehen an die Familie von Koppenstein, eine Nebenlinie der Sponheimer, die sich nach ihrer Stammburg Koppenstein im Hunsrück nannten. Mitglieder dieser Familie standen über lange Zeit als Ritter, Geistliche oder Amtleute im Dienste verschiedener Territorialherren, auch der Grafen von Sponheim. Verwaltungssitz und teilweise auch Wohnsitz war das neu errichtete Schloss in Mandel.
Als die Familie der Koppensteiner im Jahre 1768 ausstarb, fiel das Dorf Mandel an die Lehnsherren, die Freiherren von Dalberg, zurück und wurde 1786 mit allen Rechten an den Reichsgrafen Karl August von Bretzenheim verkauft.
Nach 1792 hatten französische Revolutionstruppen die Region besetzt und nach dem Frieden von Campo Formio (1797) annektiert. Von 1798 bis 1814 gehörte Mandel zum französischen Rhein-Mosel-Departement und war dem Kanton Kreuznach und dem Arrondissement Simmern zugeordnet. Mandel wurde um 1800 Hauptort (chef-lieu) einer Mairie.
Aufgrund der auf dem Wiener Kongress (1815) getroffenen Vereinbarungen kam die Region zum Königreich Preußen. Ab 1816 war die Gemeinde Mandel dem Kreis Kreuznach im Regierungsbezirk Koblenz zugeordnet.
Bevölkerungsentwicklung
Die Entwicklung der Einwohnerzahl von Mandel, die Werte von 1871 bis 1987 beruhen auf Volkszählungen:
| Jahr | Einwohner |
| 1815 | 565       |
| 1835 | 687       |
| 1871 | 687       |
| 1905 | 664       |
| 1939 | 645       |
| 1950 | 741       |

| Jahr | Einwohner |
| 1961 | 711       |
| 1970 | 687       |
| 1987 | 717       |
| 1997 | 855       |
| 2005 | 846       |
| 2023 | 914       |

## Politik

### Gemeinderat
Der Gemeinderat in Mandel besteht aus zwölf Ratsmitgliedern, die bei der Kommunalwahl 2024 in einer Mehrheitswahl gewählt wurden, und dem ehrenamtlichen Ortsbürgermeister als Vorsitzendem.

### Bürgermeister
Die Ortsbürgermeisterwahl 2024 gewann Manuel Frenzel mit 27 Stimmen Vorsprung.
Frenzels Vorgänger war Peter Schulz, der 2017 durch den Gemeinderat gewählt wurde und bei der Direktwahl am 26. Mai 2019 in seinem Amt bestätigt wurde.
Bis April 2016 war Karin Gräff Ortsbürgermeisterin, die ihr Amt aus persönlichen Gründen niederlegte.

### Wappen
Blasonierung: Geschacht von Blau und Gold; oben rechts eine goldene Vierung, darin ein schwarzer Rabe auf zwei grünen Mandeln.
Das alte Wappen sind anstatt Mandeln eine Kuppe auf dem der Rabe sitzt
Begründung: Das Wappen ist der Adelsfamilie von Koppenstein entlehnt.

## Schwerpunktgemeinde
Seit 2019 ist Mandel für acht Jahre eine der 28 Schwerpunktgemeinden des Landes Rheinland-Pfalz. Somit wird die Gemeinde bei Projekten bezuschusst und kann nun eine Dorfmoderation starten, um das Dorf weiterzuentwickeln und für die Zukunft „fit“ zu machen.

### Dorfmoderation
Am 1. März 2020 lud die Gemeinde mit der Dorfplanerin Nathalie Franzen zur Dorfkonferenz in die Schlossberghalle ein. Dort wurde besprochen, wie der Ort im Jahr 2035 aussehen könnte. In weiteren Treffen, einer Dorfbegehung und durch Arbeitsgruppen wird entschieden, was Mandel braucht, um sich weiterzuentwickeln. Zudem werden Küchentischgespräche angeboten.

### Dorfplatz
Seit 2017 wird am neuen Dorfplatz in Workshops geplant. Das Mietshaus Römerstraße 30 wurde dazu abgerissen. Seit Ostern 2020 wird am neuen Dorfplatz gebaut. Dieser soll ein Treffpunkt für alle Generationen werden und für Veranstaltungen wie die Kirmes genutzt werden.

## Kultur und Sehenswürdigkeiten

### Historische Gebäude
- Evangelische Kirche, 1829/1830 im klassizistischen Stil erbaut.
- Evangelisches Pfarrhaus, 1789/1791 in der Bauweise des frühen Klassizismus errichtet.
- Renaissance-Jagdschlösschen, Anfang des 17. Jahrhunderts von den Freiherren von Koppenstein erbaut. Die Fassade weist einen fünfseitig vorspringenden Treppenturm auf.
- Katholische Kirche St. Antonius, 1897 im neoromanischen Stil von Lambert von Fisenne, Gelsenkirchen, auf einem Grundstück errichtet, das Freiherr von Salis-Soglio, Nachfahre der Koppensteiner, gestiftet hatte.
- Haus Dreher, Wohnhaus von 1594 mit einer in die Mauer eingelassenen sogenannten „Spottmaske“, Kopf-Plastik eines Knechtes mit Mütze.

### Öffentliche Plätze und Einrichtungen
- Als Jugendraum dient ein Container hinter der Turnhalle. Nebenan befindet sich ein Grillplatz, der ebenfalls zum Jugendraum gehört.
- Die Schlossberghalle Mandel ist eine Mehrzweckhalle, die als Veranstaltungshalle und als Turnhalle genutzt wird. Gemeinderatssitzungen, kleinere Veranstaltungen und Tagungen werden dort ebenfalls abgehalten.
- In der Nähe des Spielplatzes befindet sich auch die alte Quelle. Im dort befindlichen Quellbrunnen entsprang früher der Mandeler Bach.
- In Mandel gibt es eine große Kirche, die – bis zum späteren Bau der katholischen Kirche – als Simultankirche für evangelische und katholische Gottesdienste genutzt wurde.

### Veranstaltungen
- Fastnacht/Karneval/Fasching wird jedes Jahr vom TuS Mandel in der Schlossberghalle Mandel veranstaltet. Dazu gehören eine Kindersitzung und eine Kappensitzung für Erwachsene.[10]
- Verschiedene Veranstaltungen der Landfrauen und des Fördervereins des Kindergartens Wichtelhaus (bsw. Kinderleseclub, Adventsfenster)[11]
- Führungen durch die Ortsgemeinde (nicht regelmäßig)
- Für das Aussehen im Dorf und um das Dorf herum gibt es jedes Jahr einen Umwelttag und die Veranstaltung „Miteinander Füreinander, ein Dorf für Jung und Alt“. Seit ein paar Jahren werden die Blumenbeete von „Beetpaten“ betreut. Dieses Ehrenamt kann jeder ausüben, der Beete pflegen will.[12][13]
- Die Kirmes wird jedes Jahr auf dem Platz auf dem Dorfplatz und der alten Quelle gefeiert.[14]
- Im Sommer wird auf dem Bouleplatz ein Bouleturnier veranstaltet.
- Tag des offenen Denkmals:

1. Jahr: Führung durch das Koppensteiner Schloß, anschließend Ev. Kirche, Ortskern
2. Jahr: ältestes Haus Mandels, mit Freimaurerstein, Alte Rathausstraße
3. Jahr: Methodistische Kirche Eben Ezer, umgebaut in ein Wohnhaus, Kreuznacherstraße, anschließend Haus mit Freimaurerstein
Siehe auch: Liste der Kulturdenkmäler in Mandel

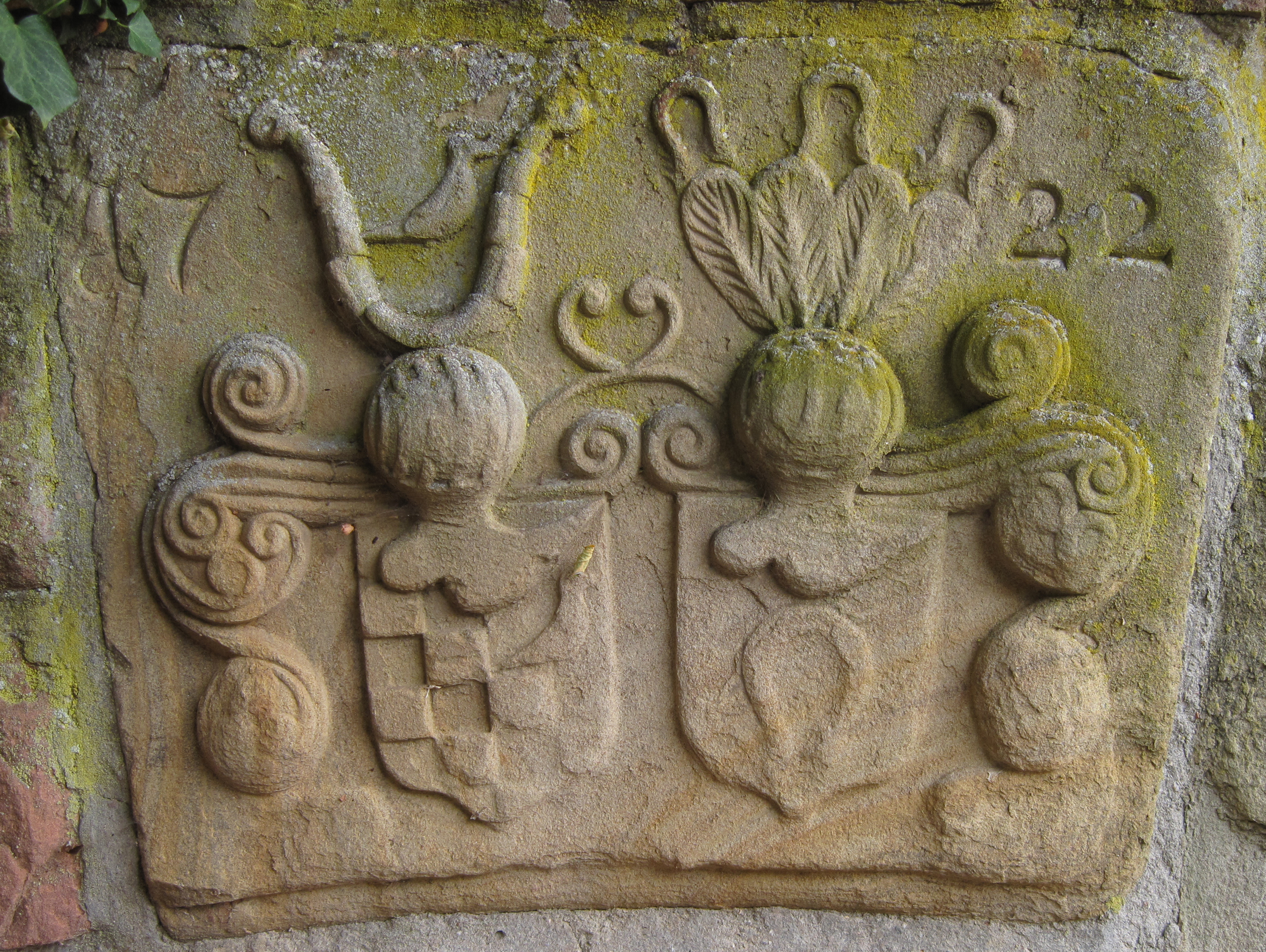
Wappenstein von 1722 an der Schlosspforte
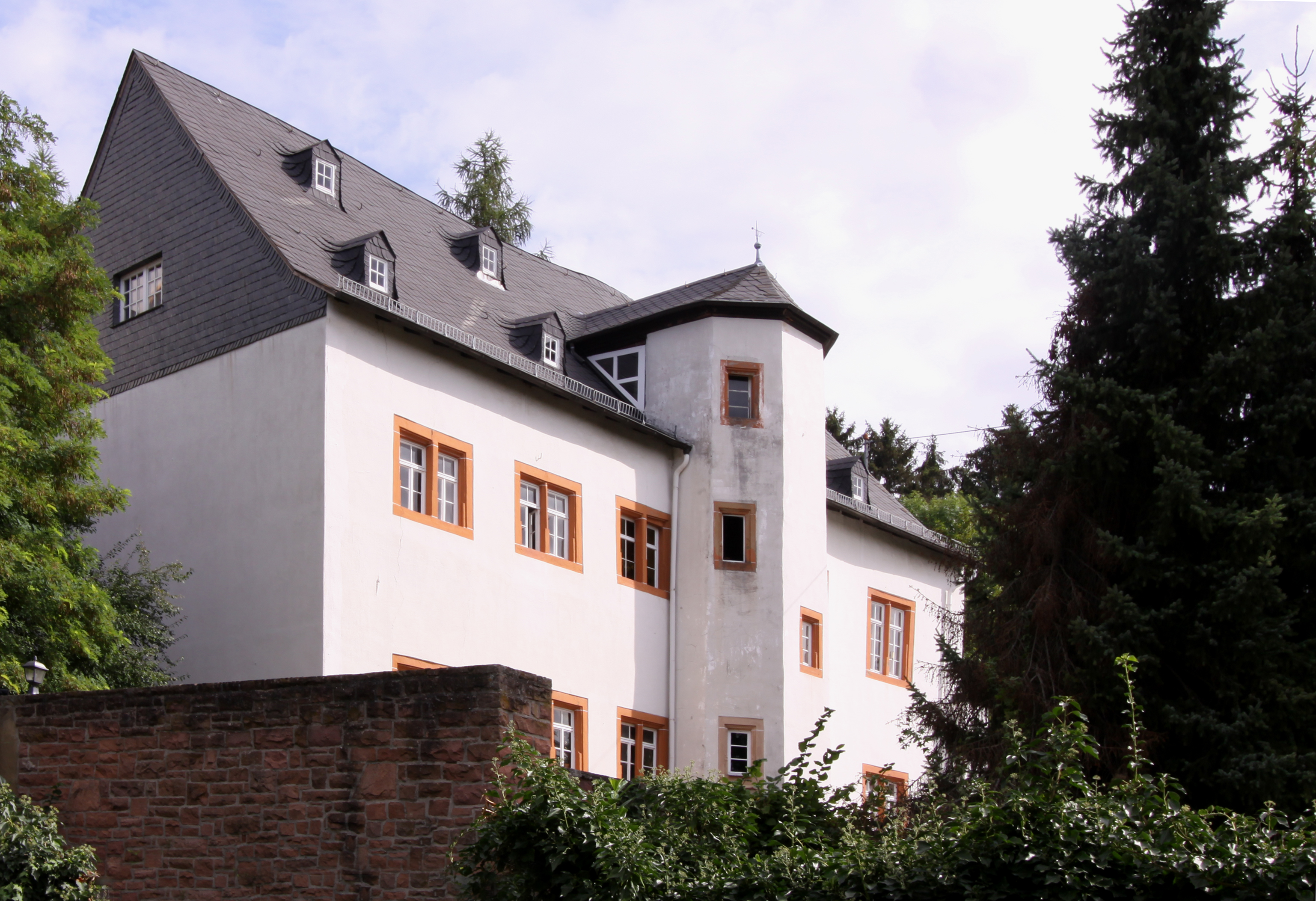
Ehemaliges Jagdschloss
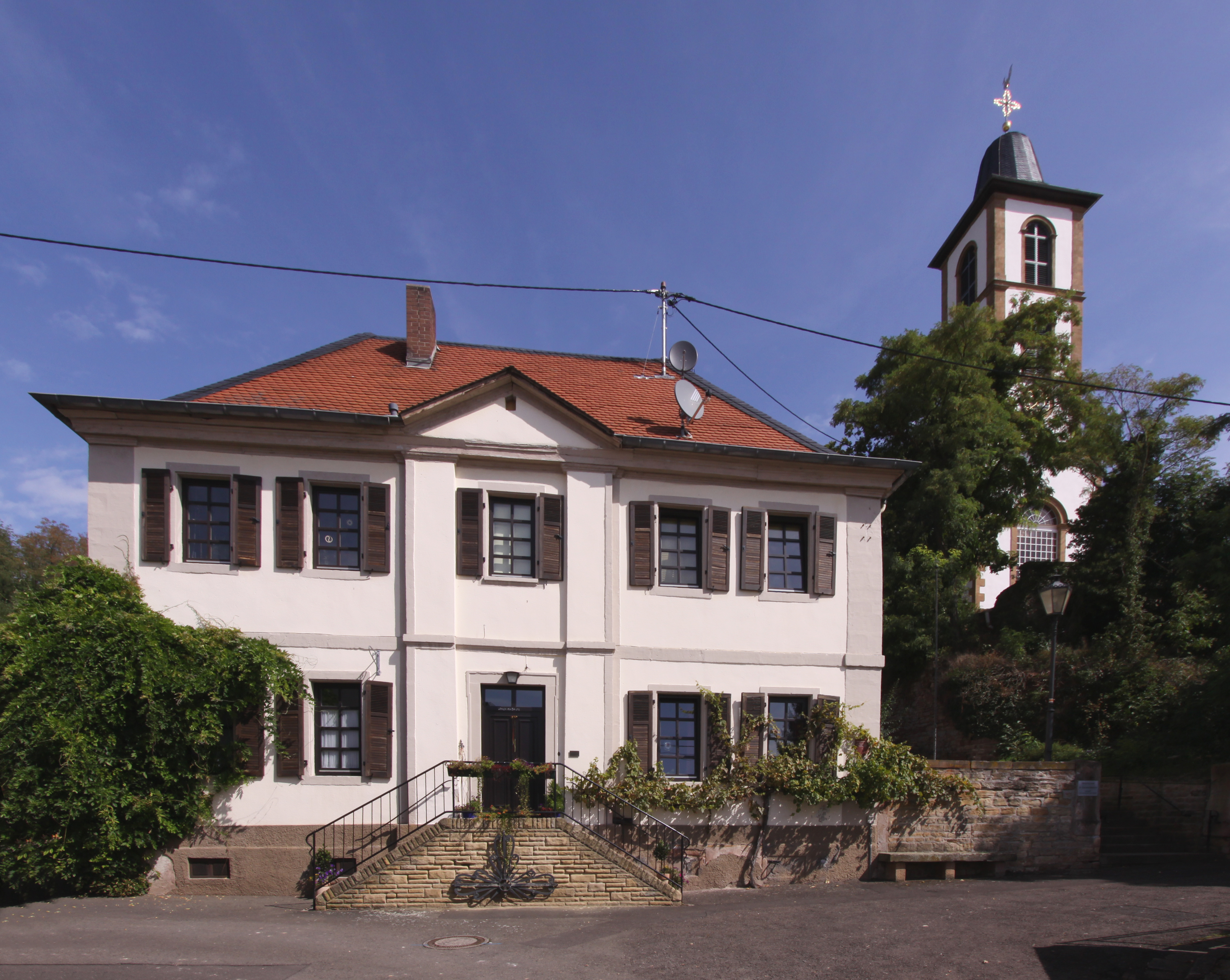
Klassizistisches ev. Pfarrhaus und Kirche
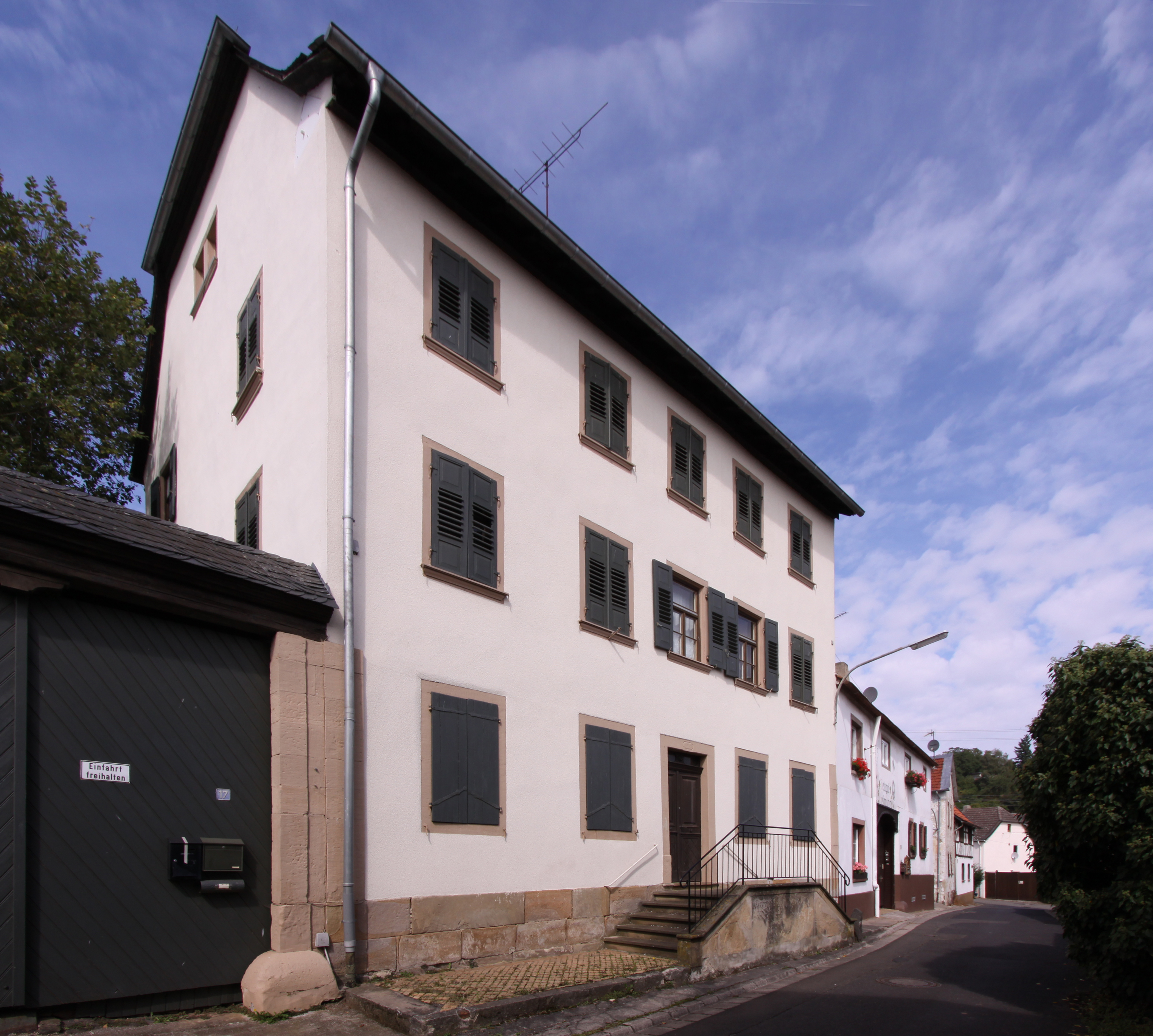
Wohnhaus von 1805, aufgestockt 1860
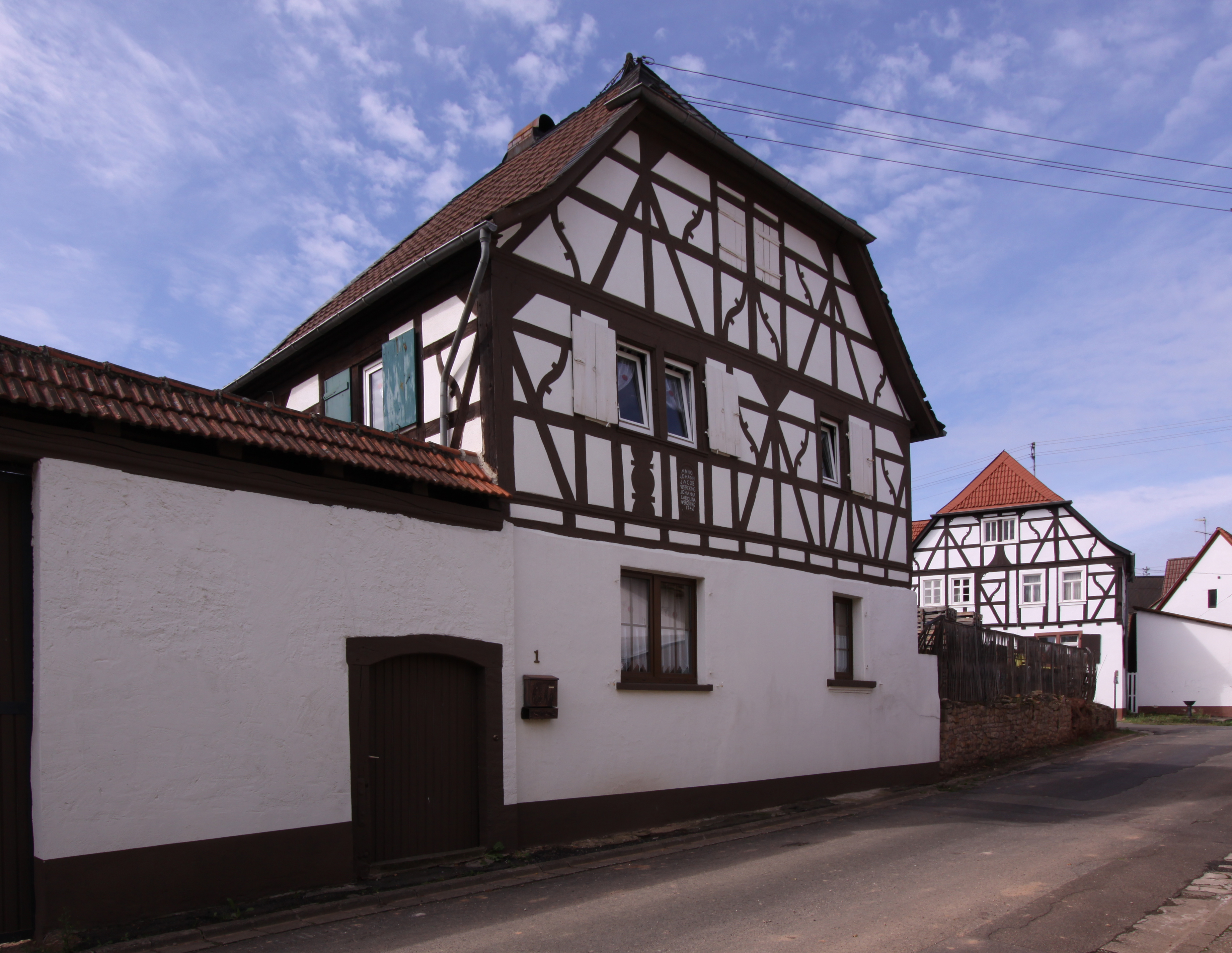
Fachwerkhäuser aus dem 18. Jahrhundert

## Söhne und Töchter der Gemeinde

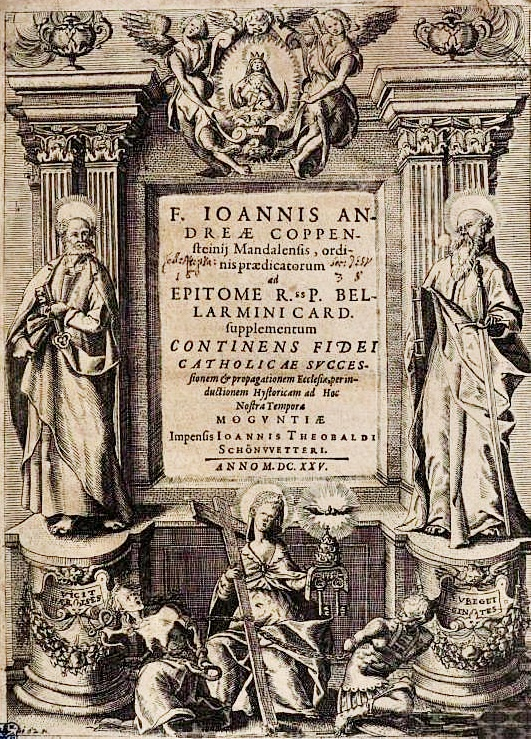
Titelblatt eines Buches von Johann Andreas Coppenstein (1625), mit Hinweis auf den Geburtsort Mandel

- Johann Andreas Coppenstein († 1638), Dominikanerpater, Theologe und Schriftsteller der Gegenreformation
- Julius Hirsch (1882–1961), deutsch-amerikanischer Wirtschaftswissenschaftler und Staatssekretär im Reichswirtschaftsministerium
- Wolfgang Knauss (* 1933), Ingenieurwissenschaftler, Prof. am Caltech